# .56-56 Spencer
Die .56-56 Spencer war eine im nordamerikanischen Sezessionskrieg verwendete  Gewehrpatrone.

## Geschichte
Entwickelt wurde die Patrone für die bei der Spencer Repeating Rifle Company in Boston, Massachusetts hergestellten Spencer-Gewehre und Karabiner, von denen ab 1863 über 100.000, davon 50.000 Karabiner an die Infanterie, die Kavallerie und die Marine der Nordstaaten geliefert wurden.
Neben dem Spencer-Gewehr verwendeten auch andere Waffen der Truppen der Nordstaaten wie die Ballard-Gewehre und Joslin-Karabiner diese Munition.

## Bezeichnung
Im deutschen Nationalen Waffenregister (NWR) wird die Patrone unter Katalognummer 716 ohne weitere Synonyme geführt.

## Technik
Die Bezeichnung .56-56 ist ungewöhnlich, bei amerikanischen Patronen wie der .50-70 Musket und der .45-70 Government diente die vordere Zahl zur Bezeichnung des Kalibers; mit der anderen Zahl wurde das Gewicht der Schwarzpulverladung angegeben. Im Gegensatz dazu wurde die Spencer-Patrone offiziell als No. 56 oder .56-56 bezeichnet, wobei sich die beiden Zahlen  auf den vorderen und hinteren Hülsendurchmesser von 14,2 mm bezogen, woraus hervorgeht, dass es sich um eine zylindrische Hülse handelte.

Die .56-56 Patronen hatten Kupferhülsen. Sie und ihre späteren Varianten waren Randfeuerpatronen, die im Spencer-Gewehr im Gegensatz zur im Henry-Gewehr beidseitig angeschlagenen .44-Henry-Patrone nur einseitig angeschlagen wurden. Das Ogivalgeschoss der im Sezessionskrieg verwendeten .56-56 wog zwischen 350 und 360 grain und hatte 3 Rillen. Da die Spencer-Munition während des Sezessionskrieges von verschiedenen Fabrikanten hergestellt wurde, waren Abweichungen zwischen einzelnen Patronen häufig, so lag der Geschossdurchmesser zwischen .54 und .555 Inches (13,7 – 14,1 mm), das Geschossgewicht zwischen 350 und 360 grains (22,7 – 23,3 g) und die Schwarzpulverladung zwischen 42 und 45 grain (2,7 – 2,9 g). Beim Spencer-Gewehr mit einem 30-Inch-Lauf (76,2 cm) im Nominalkaliber .52 wurde eine Mündungsgeschwindigkeit von 370 m/s erreicht, beim Karabiner (Lauflänge 22 Inch, 56 cm) lag sie etwas tiefer. Damit war die Spencer-Munition gegenüber der anderen im Sezessionskrieg verwendeten Munition, mit Ausnahme der .44 Henry-Patrone, in Schussweite und Durchschlagskraft unterlegen.

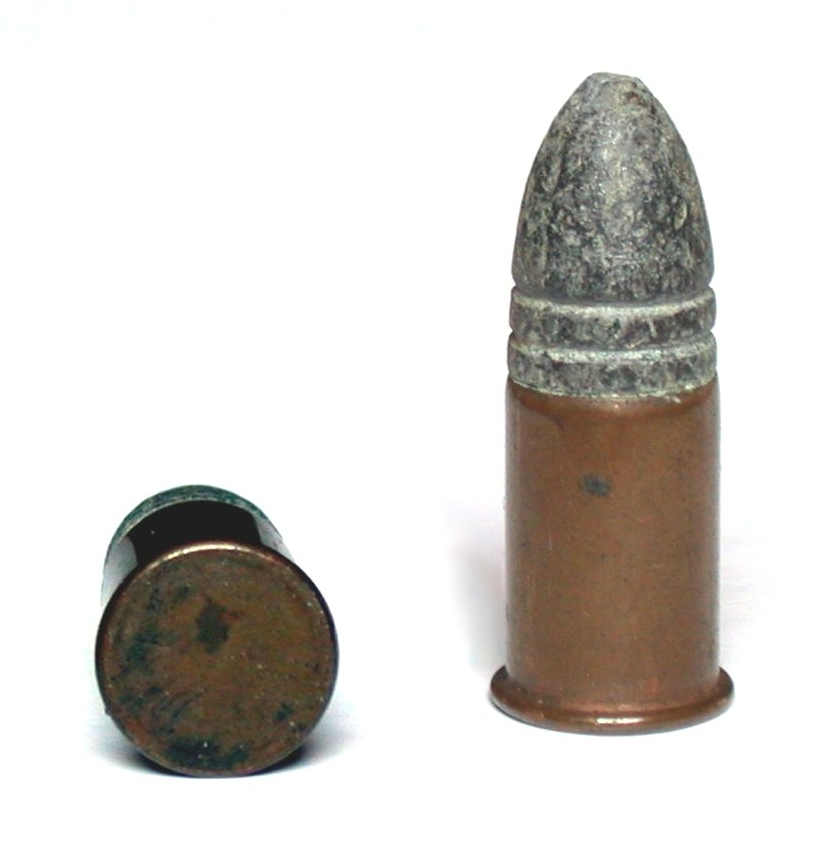
.56-56 Spencer cartridge

Da die Spencergewehre Mehrlader waren und die an die Kavallerie abgegebenen Karabiner auf kürzere Distanzen eingesetzt wurden, spielte die schwache ballistische Leistung jedoch keine große Rolle.

## Spätere Verwendung
Nach dem Sezessionskrieg wurden in der Springfield Armory (Massachusetts) die Läufe von 11.000 Spencer-Karabinern durch Läufe im Kaliber .50 ersetzt. Die dafür entwickelten Patronen im Kaliber .56-52 oder .56-50 waren austauschbar. Bis auf eine unwesentliche Differenz des Durchmessers des Hülsenbodens waren sie identisch. Beide verschossen Geschosse mit einem Gewicht von 350 grain. Diese Patronen wurden in den so umgebauten Waffen in den Indianerkriegen eingesetzt, bis sie vom Springfield Model 1873 abgelöst worden sind.
Für jagdliche Verwendung von dazu abgeänderten Spencer-Gewehren wurden die Patronen unter der Bezeichnung .56-56 Spencer auf dem zivilen Markt der USA bis in die 1920er Jahre angeboten. Neben der .56-52 und .56-50 Munition wurden auch Patronen im Kaliber .56-46 (11,6 mm) hergestellt, sie verschossen ein Geschoss mit einem Gewicht von 320 bis 330 grain und hatten wie die .56-52- und .56 50-Patronen eine sich nach vorne leicht verjüngende Hülse.